# Dalbergia setifera
Dalbergia setifera är en ärtväxtart som beskrevs av John Hutchinson och John McEwan Dalziel. Dalbergia setifera ingår i släktet Dalbergia, och familjen ärtväxter. IUCN kategoriserar arten globalt som starkt hotad. Inga underarter finns listade i Catalogue of Life.